# Léonard Gaultier
Léonard Gaultier, né en 1561 à Mayence et mort peu après 1635 à Paris, est un dessinateur, graveur et illustrateur français. Avec Thomas de Leu, il est l'un des grands praticiens de l'estampe de son temps.

## Biographie
Léonard Gaultier est le fils de Pierre Gaultier, marchand orfèvre de Paris. Il est l'élève d'Étienne Delaune à Strasbourg, et par la suite, travaille essentiellement pour des éditeurs basés à Lyon et à Paris. Précoce, ses premières gravures datent de 1576. Pour certains grands sujets gravés, il s'inspire d'Antoine Caron dont il semble avoir été le gendre. Il développe surtout l'art du portrait en taille-douce.
Il s'établit à Paris en 1585 à l'enseigne de l'Arche de Noé, rue du Monceau-Saint-Gervais, puis, en 1599, comme nombre de vendeurs d'estampes, rue Saint-Jacques, à l'enseigne de la Fleur du Lys d'or.

## Œuvre

### Gravures

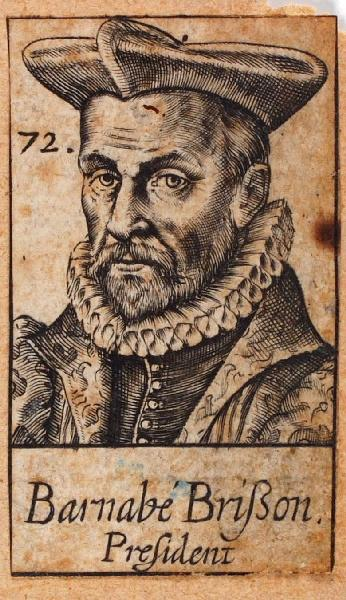
Portrait de Barnabé Brisson, estampe du graveur Léonard Gaultier, pour le Pourtraictz de plusieurs hommes illustres....

Le fonds totaliserait à ce jour 985 gravures au burin dont :
- Henri IV et sa famille
- Marguerite de Valois
- Le Sepire de Milice
- Portrait d' Etienne Pasquier, 1617
- L’Annonciation
- Saint-François de Salles
- Frontispice des Œuvres de Pierre Ronsard
- Frontispice pour Les Remonstrances de Messire Jacques de La Guesle, procureur général du Roy, dédiée à la Royne Régente[5]
- Gravures pour Le Divin Arioste ou Roland le Furieux par Ludovico Ariosto.
- Olympos jouant de la flûte

### Illustrations

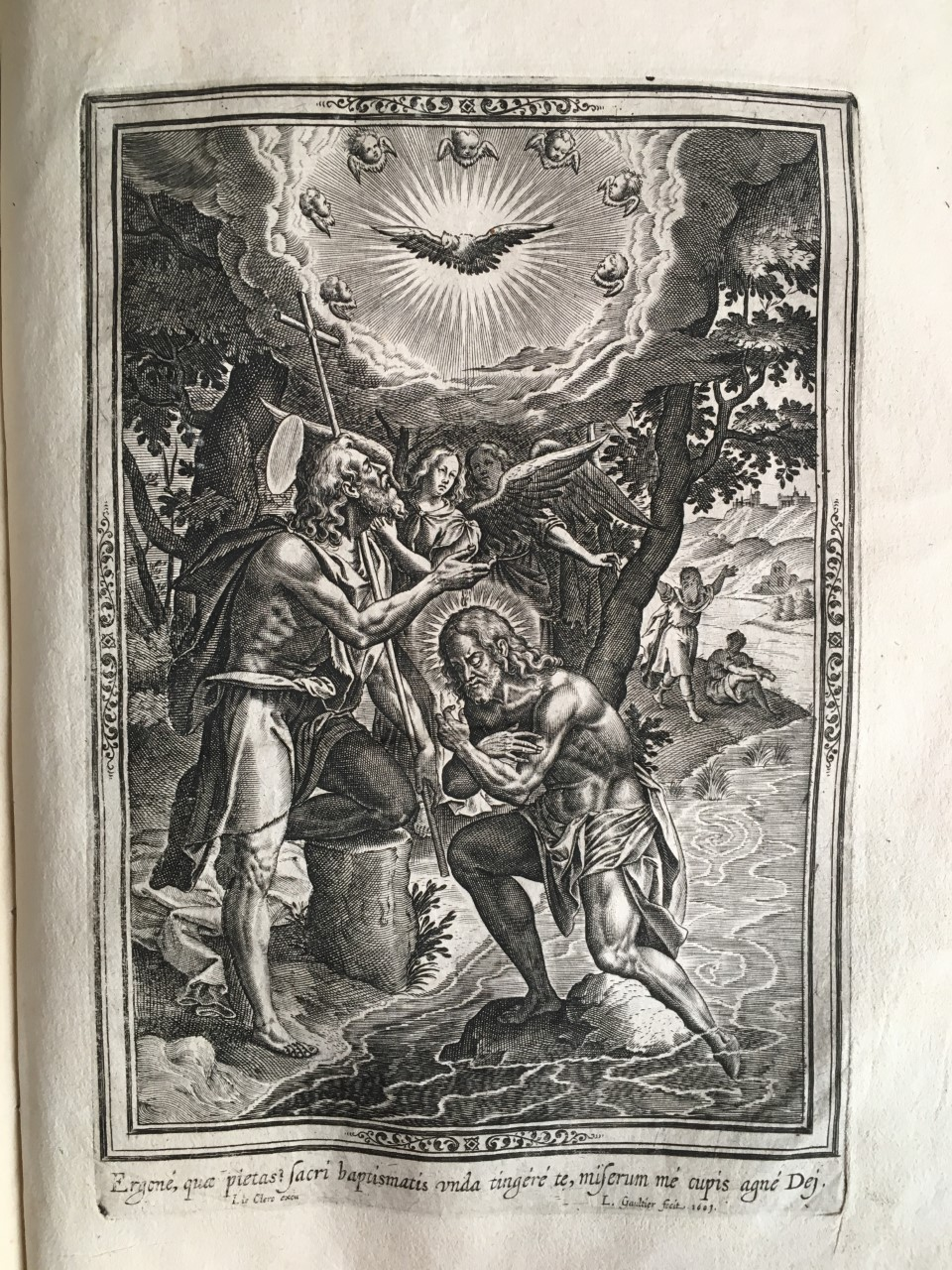
Gravure du Baptême du Christ realissé en 1603 et publiée par Jean Le Clerc à Paris

- Les Images ou Tableaux de platte peinture des deux Philostrates, et des statues de Callistrate, mis en françois par Blaise de Vigenère, Paris, 1614[6]
  - Les Cupidons (24 × 19 cm), d'après Antoine Caron
  - Ésope entouré d'animaux (24 × 19 cm), d'après Antoine Caron
- Portraits de plusieurs hommes illustres qui ont flory en France depuis l'An 1500 jusques a présent, Paris, Jean Le Clerc, 1635, 144 p. (lire en ligne).
  - 144 vignettes constituant les portraits et constituant la Chronologie collée dans l'ouvrage
- L'Argenis de Jean Barclay [1625 ?]